# Eupetomena
Eupetomena is een geslacht van vogels uit de familie kolibries en de geslachtengroep Trochilini (briljantkolibries).

## Soorten
Het geslacht kent de volgende twee soorten:
- Eupetomena cirrochloris  – Sombere kolibrie
- Eupetomena macroura  – Zwaluwstaartkolibrie